# Aiko Kayo
Aiko Kayo (嘉陽愛子 Kayō Aiko?,  11 de diciembre, 1985) es una cantante japonesa originaria de la Prefectura de Kanagawa. Pertenece a las agencias de Fitone y Avex.

## Biografía
Antes de debutar como solista, Kayo estuvo a punto de convertirse en una de las integrantes del grupo idol Morning Musume. Llegó hasta las finales del "Morning Musume LOVE Audition" realizado en el año 2001, pero finalmente no fue escogida.
Su debut lo realizó tras conseguir un contrato con Avex, sello en donde finalmente lanzó su primer sencillo titulado "Hitomi no Naka no Meikyū", que se utilizó como opening para el anime Yamibou, a finales del año 2003.
A mediados del año 2007 Kayo, junto con Nao Nagasawa y Yu Hasebe, formó un nuevo grupo idol llamado Kingyo. El grupo lanzó su primer sencillo en el mes de julio del mismo año. sin embargo no obtuvieron el éxito deseado disolviéndose poco después.

## Actualidad
Tras la separación del grupo ha tenido algunas apariciones en doramas y obras de teatro.

## Discografía

### Álbumes
1. Dolce (11 de marzo de 2006)
2. POP (6 de junio de 2007)

### Singles
1. Hitomi no Naka no Meikyū (瞳の中の迷宮?) (10 de diciembre de 2003)
2. Aishitene ♥ Motto (ending de tenjou tenge) (愛してね♥もっと?) (14 de abril de 2004)
3. Fantasy (17 de noviembre de 2004)
4. Ienai Kotoba (いえないコトバ?) (25 de noviembre de 2004)
5. ring!Ring!!RING!!! (1 de diciembre de 2004)
6. traveller (8 de diciembre de 2004)
7. Kokoro no Wakusei ~Little planets~ (こころの惑星～Little planets～?) (25 de mayo de 2005)
8. Kanojo wa Gokigen Naname (彼女はゴキゲンななめ?) (27 de julio de 2005)
9. Hold on to love (25 de enero de 2006)
10. ☆HOME MADE STAR☆ ~Kayō Aiko no Theme~ (☆HOME MADE STAR☆～嘉陽愛子のテーマ～?) (23 de agosto de 2006)
11. cosmic cosmetics (15 de noviembre de 2006)
12. Yūki no Chikara (勇気のチカラ?) (4 de abril de 2007)